# الشيشة (بعدان)

تعديل مصدري - تعديل

الشيشة محلة تابعة لقرية طبيع، التابعة لعزلة سير بمديرية بعدان إحدى مديريات محافظة إب في الجمهورية اليمنية، بلغ تعداد سكانها 149 حسب تعداد اليمن لعام 2004.